# Michael Schenker

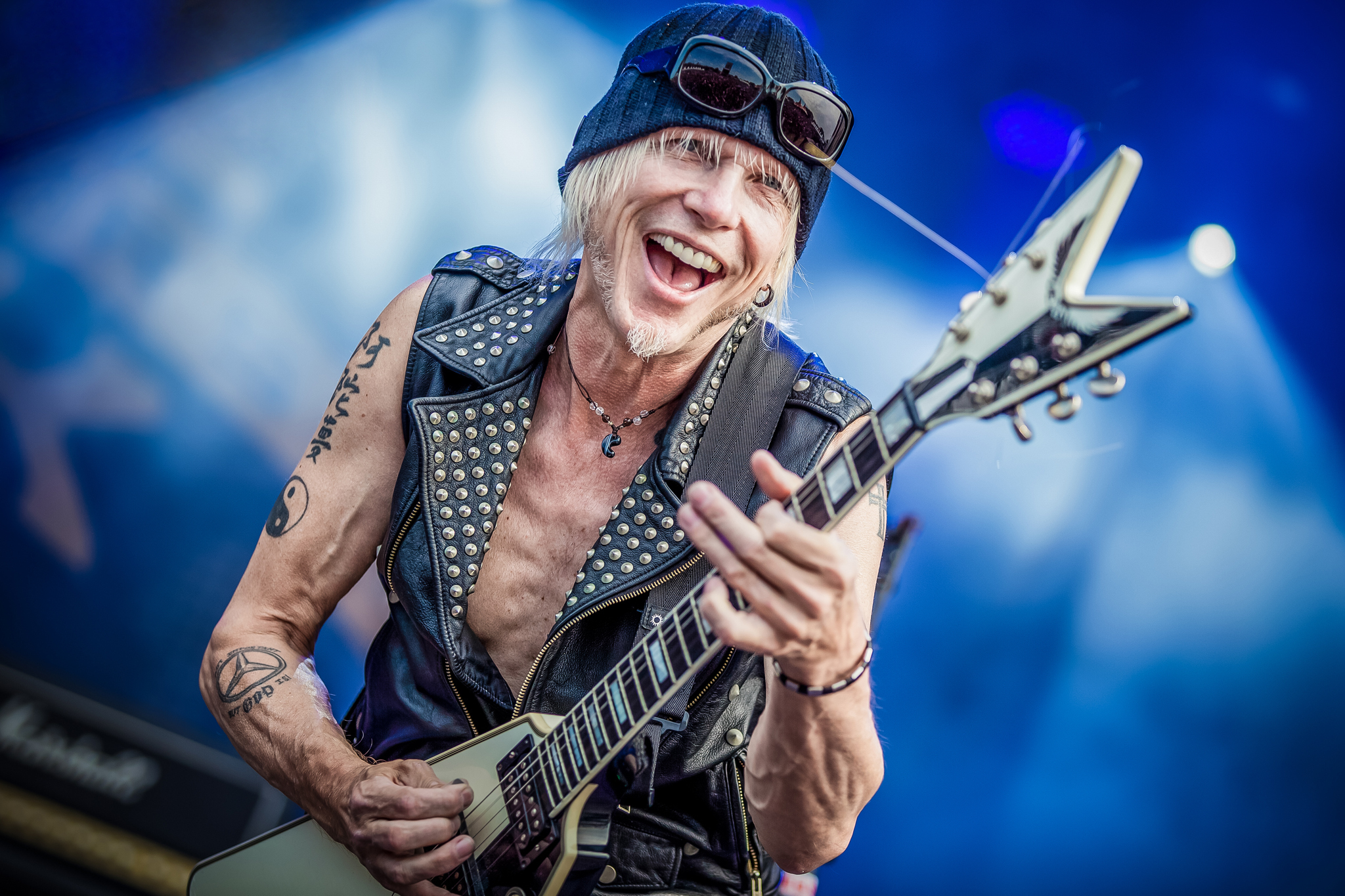
Michael Schenker, 2015

Michael Schenker (* 10. Januar 1955 in Sarstedt) ist ein deutscher Rock-Gitarrist und Komponist. Seine Karriere begann Anfang der 1970er Jahre bei den Scorpions.

## Karriere
Michael Schenker stieg in den 1970ern als talentierter Teenager zu einem international erfolgreichen Rockstar auf; in Großbritannien wurde er deswegen „The German Wunderkind“ genannt. Gitarristen wie Eddie Van Halen, Kirk Hammett, Slash, Richie Faulkner, John Norum, Zakk Wylde oder Randy Rhoads nennen bzw. nannten ihn als wichtigen Einfluss. Im stern vom 25. Februar 2021 erzählte Schenker, dass er Ende 1974, als die Rolling Stones Ersatz für ihren Gitarristen Mick Taylor suchten, von ihnen zum Vorspielen eingeladen wurde: Da er dermaßen schockiert gewesen sei, sei er aber gar nicht erst hingegangen. Außerdem wurde er im Laufe seiner Karriere von weiteren renommierten Bands angefragt, wie Deep Purple (1993), Ozzy Osbourne, Thin Lizzy, Ian Hunter, Motörhead, Scorpions (1979), Aerosmith (1979) oder Whitesnake, denen er jedoch absagte, um lieber nur seine eigenen Werke spielen zu können.
Michael Schenker begann früh, die Gitarre zu spielen. Im Alter von elf Jahren gründete er seine erste Schüler-Band The Enervates, die Titel von The Shadows und The Beatles nachspielten. Nach drei Monaten wurde diese Gruppe aufgelöst und es entstand seine zweite Band Cry, die später in Cry Express umbenannt wurde und damals als die „Erste richtige Beat-Band in Hannover“ und „Jüngste Beat-Gruppe in Deutschland“ galt. In seiner dritten Gruppe Copernicus war Klaus Meine ab 1969 der Sänger. Er erzählte 1980 über Michael aus der Copernicus-Zeit, als Schenker immerhin erst vierzehn Jahre alt war, im Buch Scorpions – Deutschlands erfolgreichste Rockgruppe: „Michael war damals schon ein ausgezeichneter Gitarrist und Komponist“. Gemeinsam wechselten die beiden später zu den Scorpions seines älteren Bruders Rudolf Schenker, bei denen Michael zunächst von 1969 bis 1973 spielte.

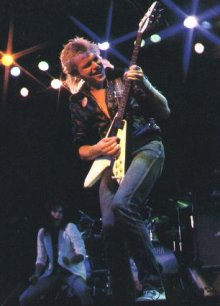
Michael Schenker, 1983

Im Jahr 1973 befand sich Schenker mit den Scorpions auf einer Promotiontour für ihr erstes Album Lonesome Crow. Dort wurde er von der englischen Band UFO gefragt, als er mit den Scorpions im Vorprogramm spielte, ob er deren Gitarristen Bernie Marsden für zwei Konzerte vertreten wolle, da dieser an der Grenze ohne Ausweis abgewiesen worden war. Der 18-jährige Schenker sagte zu, spielte erst mit den Scorpions und ging dann nach einer kurzen Pause gleich wieder mit UFO auf die Bühne. Die Briten verpflichteten Schenker gegen Ende der Tour dauerhaft, sodass er, trotz Sprachbarriere – er sprach zu diesem Zeitpunkt kein Englisch – Mitglied von UFO wurde und Bernie Marsden ersetzte. Da begann bei UFO die sogenannte „Schenker-Ära“. Durch seine Beiträge erweiterte die Band ihr Spektrum vom Psychedelic-Rock zum melodiösen Hard-Rock. Mit ihm erlebten UFO ihre kommerziell erfolgreichste Zeit. Schenker war maßgeblich an Erfolgstiteln wie Doctor Doctor oder Rock Bottom, Love to Love, Lights Out, Only You Can Rock Me und Balladen wie Belladonna und Try Me beteiligt. Die fünf Studioalben Phenomenon, Force It, No Heavy Petting, Lights Out und Obsession, die Michael Schenker mit UFO zwischen 1974 und 1978 einspielte, gelten als wegweisend und heutzutage als wahre Rockklassiker. Der größte Teil der Kompositionen auf diesen Scheiben stammt von Michael Schenker. Von den zahlreichen in seiner langen Karriere geschriebenen Instrumentalnummern, die er im Laufe der Zeit zu einer seiner Spezialitäten ausbaute, befinden sich drei auf diesen fünf UFO-Studio-Alben. Es sind dies die Titel Lipstick Traces, Between the Walls und Arbory Hill, seine ersten drei ohne Gesang ausgeführten Stücke. Mit der Live-Doppel-LP Strangers in the Night veröffentlichte die Band Anfang 1979 ihre USA-Konzertmitschnitte von Mitte Oktober des Vorjahres. Die Platte zählt noch heute zu den besten Rock-Live-Alben aller Zeiten. Schenker verließ danach die Band.
Anschließend kehrte er auf Bitten seines Bruders zu den inzwischen international erfolgreichen Scorpions zurück, deren Leadgitarrist Uli Jon Roth Mitte 1978 nach Tokyo Tapes ausstieg und durch Matthias Jabs zwischenzeitlich ersetzt wurde. Schenker half ihnen, da sie sich zu diesem Zeitpunkt im Studio befanden, als Sologitarrist bei den Aufnahmen und auch beim Schreiben einiger Melodien zum Album Lovedrive, das von der Zeitschrift Melody Maker als „eines der besten Heavy-Metal-Alben des Jahres“ bezeichnet wurde, und ging als Bandmitglied mit auf Europatour, verließ die Gruppe aber nach 26 Konzerten und Matthias Jabs kehrte endgültig zu ihr zurück.
Noch im selben Jahr 1979 gründete er die Hardrockgruppe The Michael Schenker Group/MSG. Das 1980 erschienene erste Album The Michael Schenker Group wurde vom Rainbow- und Deep-Purple-Bassisten Roger Glover produziert. Die Band hieß zwischen 1986 und 1993, während der Beteiligung des Sängers Robin McAuley, McAuley Schenker Group.
Bei einer MTV-Unplugged-Show, die am 11. August 1990 im Ed Sullivan Theater in New York City aufgenommen wurde, traten die Gruppen Ratt und Vixen gemeinsam auf. Michael Schenker spielte bei dieser Show als Ersatz für Robbin Crosby als zweiter Gitarrist für Ratt. Im Anschluss an den Auftritt kamen Bobby Blotzer von Ratt, Share Pedersen von Vixen und Michael Schenker auf die Idee, ein gemeinsames Projekt auf die Beine zu stellen. Sie engagierten den Sänger Richard Black von der Gruppe Shark Island sowie Tracii Guns von den LA Guns zur Vervollständigung der Band. Diese Gruppe namens Contraband veröffentlichte 1991 ein selbstbetiteltes Album und sollte eigentlich im Vorprogramm von Ratt auf Tournee durch die Vereinigten Staaten gehen. Doch es kam anders. Über das schnelle Aus von Contraband schrieb Michael Schenker am 17. Mai 2021 auf seiner Facebook-Seite, dass zwei Bandmitglieder (wer genau es war, teilte er nicht mit) beim ersten Konzert eine handgreifliche Auseinandersetzung hatten und das Projekt so ein jähes und klägliches Ende nahm. Er bemerkte noch, dass diese Kurzlebigkeit eine echte Vergeudung war, da in dieser Truppe so viel Potenzial steckte.
Schenker fand 1993 zurück zu UFO und spielte die Comeback-Platte Walk on Water ein. Nach Tourneen 1995, 1997 und 1998 und der Veröffentlichung der Alben Covenant (2000) und Sharks im Jahr 2002 trennte er sich erneut von UFO.
Ab 1996 veröffentlichte Schenker in den USA eine Reihe weiterer eigener Produktionen, zum Teil unter seinem Namen, zum Teil unter dem Bandnamen „MSG“ (Michael Schenker Group). Bei den zwischen 1993 und 2003 unter seinem Namen veröffentlichten Alben handelt es sich um Instrumentalplatten, wobei die „Thank You“-Reihe nur mit Akustikgitarren eingespielt wurde. In den Jahren 2004 und 2005 sind alleine fünf Studioscheiben mit seiner Beteiligung veröffentlicht worden, die ausschließlich Coverversionen enthalten. Im September 2011 erschien das Album Temple of Rock, auf dem einige bekannte Größen der Rockmusik als Gastmusiker mitwirkten, z. B. Pete Way (ex-UFO), Chris Slade (ex-AC/DC), Herman Rarebell (ex-Scorpions), Simon Phillips, Don Airey, Leslie West, Michael Amott und Michael Schenkers Bruder Rudolf Schenker. Auf der dazugehörigen Temple Of Rock-Tournee im Jahr 2012 trat er mit den ehemaligen Scorpions-Musikern Herman Rarebell (Schlagzeug) und Francis Buchholz (Bass) auf; zum Programm gehörten auch einige Scorpions-Titel, vor allem des Albums Lovedrive. Als Sänger wirkten u. a. Robin McAuley und Doogie White mit. Seitdem spielt Schenker mit Rarebell, Buchholz, White sowie dem Keyboarder/Gitarristen Wayne Findlay in der Band „Michael Schenker’s Temple of Rock“, die bislang die Studioalben Bridge the Gap und Spirit on a Mission veröffentlichte.

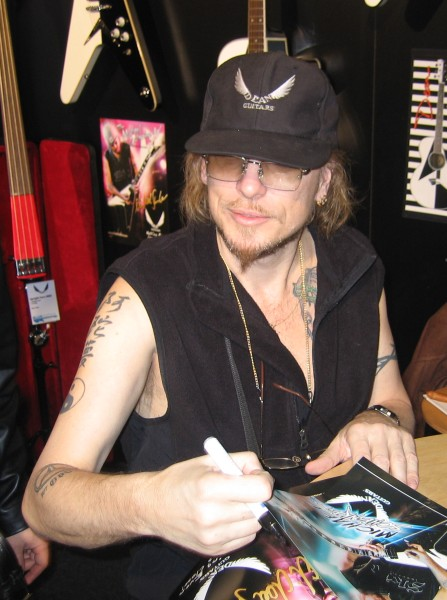
Schenker auf der Frankfurter Musikmesse 2005

Seit 2016 war Schenker mit der Formation „Michael Schenker Fest“ unterwegs, neben den MSG-Sängern Gary Barden, Graham Bonnet und Robin McAuley gehörten Chris Glen (Bass), Steve Mann (Gitarre/Keyboard) und bis zu seinem Tod am 19. Januar 2019 Ted McKenna (Schlagzeug) zum Lineup. Danach bestritt Schlagzeuger Bodo Schopf die Live-Auftritte, während Simon Phillips den Großteil der Schlagzeugparts zum dritten Album der Gruppe, Revelation, beitrug. Seit dem 2018er Album Resurrection, u. a. mit Gast Kirk Hammett im Lied Heart and Soul, war auch erneut Doogie White als Sänger beteiligt. Für die Tournee im Jahr 2020 wurde angekündigt, dass neben Barden, McAuley und White als vierter Sänger Ronnie Romero mitwirken solle, der u. a. bei Rainbow und CoreLeoni festes Bandmitglied ist. Romero war damit nach Graham Bonnet, Doogie White und Joe Lynn Turner bereits der vierte Leadsänger von Ritchie Blackmore’s Rainbow, mit dem Michael Schenker zusammenarbeitete. Am 17. November 2020 meldete Schenker, dass die geplante „Michael Schenker Fest“-Tournee, die im Dezember 2020 hätte stattfinden sollen, aufgrund der COVID-19-Pandemie annulliert wurde, und 2021 unter dem Motto der neuen Platte (siehe unten) „Michael Schenker´s 50th Anniversary – Immortal“, mit einer aktuellen „MSG/Michael Schenker Group“-Besetzung, vom Ende Oktober 2021 (4 Konzerte in England) mit Ronnie Romero als Sänger, nachgeholt werden wird. Die anschließende bereits bestätigte Russland-Tour wurde storniert.
Am 11. August 2020 gab Schenker auf seiner Internetseite bekannt, dass am 29. Januar 2021 eine neue MSG-Platte mit Ronnie Romero als Hauptsänger sowie mit jede Menge renommierten Musikern an Bord veröffentlicht werde. Der Titel lautet Immortal. Das Album enthält zehn Lieder, darunter eine Neuaufnahme von In Search of the Peace of Mind, dem ersten Lied, das Schenker 1970 im Alter von 15 Jahren (in der Küche seiner Mutter) für die erste Scorpions-LP Lonesome Crow, schrieb. Laut Schenker steht der Albumtitel Immortal (unsterblich) für seine von ihm seit damals geschriebene Musik. Mit dem Titel Universal veröffentlichte er am 27. Mai 2022 ein weiteres Studio-Album. Auch auf dieser Platte sind wieder einige Gastmusiker zu hören. Unter anderem Michael Kiske, der Frontmann von Helloween. Dieser steuert den Gesang zu „A King Has Gone“ (Ein König ist gegangen) bei. Das Lied ist zugleich Michael Schenker’s Hommage an den verstorbenen Sänger Ronnie James Dio (Rainbow, Black Sabbath). Am 9. April 2025 startete Schenker in den Niederlanden (mit seiner MSG-Stammgruppe sowie dem Sänger Erik Grönwall) seine, unter dem Motto My Years with UFO - 50th Anniversary Celebration, Welttournee (Europa, USA und Japan), mit Unterbrechung im Sommer, wo er auf einigen Festivals in Europa auftrat. Unter anderem gab er ein Konzert auf dem Wacken Open Air. Die Sänger auf dieser Tour sind: Erik Grönwall in Europa sowie Roberto Dimitri Liapakis in Amerika.

## Würdigungen und Verschiedenes
Michael Schenker ist bekannt für seine ausschließliche Benutzung von elektrischen Gitarren der Bauart „Flying V“, die ursprünglich von der US-amerikanischen Firma Gibson entworfen wurde. Seit dem Sommer 2005 produzierte die US-amerikanische Instrumenten-Firma Dean Guitars, in Zusammenarbeit mit Michael Schenker, eine auf ihn zugeschnittene „Signature-Flying V“-ähnliche Gitarren-Serie, die seitdem in unregelmäßigen Abständen um verschiedene Modelle, oft in limitierten Auflagen, erweitert wurde. Einige seiner Gitarren wurden beim Einbruch ins Studio von Produzent Michael Voss während der Aufnahmen des Albums Spirit on a Misson, Ende August 2014, gestohlen. Nach 18 Jahren Exclusiv-Vertrag mit „Dean Guitars“ spielt Schenker, seit dem „WinterStorm“-Konzert am 23. November 2023 in Schottland, wieder mit einer „Gibson Flying V“.
Er prägte ein spezielles Gitarrenfinish, nämlich ein schwarz-weißes Pickguard (Schlagbrett) auf der weiß-schwarz lackierten Gitarre. Als Verstärker nutzt er Geräte der britischen Firma Marshall, vorwiegend das Modell „JCM 800“ in der 50-Watt-Ausführung mit zwei 4x12"-Boxen als Fullstack.
Der besondere Sound seiner Gitarre lässt sich auch auf den Einsatz eines Wah-Wah-Effektgerätes der Firma Dunlop, Modell „Cry Baby“, zurückführen, welches je nach Pedalstellung einzelne Frequenzbereiche aus dem Gitarrensignal filtert. Dies ist sehr markant auf dem Titellied des von Martin Birch produzierten Albums Assault Attack aus dem Jahre 1982 zu hören.
2010 wurde ihm vom Classic-Rock Magazin in London der Marshall 11" Award verliehen. Andere Preisträger waren Slash und Ron Wood.
Am 26. August 2012 bekam Michael Schenker die Auszeichnung „Rock Guitar Legend“ in Las Vegas von „Vegas Rocks! Magazine Awards 2012“ im „Las Vegas Hard Rock Hotel & Casino“ feierlich überreicht.
Die Leserschaft der größten Zeitschrift in Japan für Heavy-Metal-Fans Burrn!, wählte Michael Schenker drei Jahre in Folge (2016, 2017 und 2018) zum weltbesten Gitarristen sowie auch 2022 wieder zur Nummer eins.
Schenker unterschrieb 2017 einen neuen Plattenvertrag bei Nuclear Blast aus Donzdorf/Baden-Württemberg, einem der führenden Musiklabel im Heavy-Metal-Bereich. Seine erste hier erschienene CD war Resurrection im Jahre 2018 mit der Band Michael Schenker Fest. 2022 dann erfolgte der Wechsel mit der Veröffentlichung seines Universal-Studio-Albums zum Nuclear Blast-Nachfolgelabel Atomic Fire.
Unmittelbar bevor Iron Maiden auf die Bühne tritt, wird stets zum Aufheizen ihrer Fans die von Michael Schenker komponierte Rock-Hymne Doctor Doctor durch die Lautsprecher abgespielt.
Michael Schenker gilt als genialer, schneller, melodischer, präziser und technisch sauberer Gitarrist, jedoch auch als versierter Songwriter. Siggi Schwarz über Michael Schenker: „Sein Spiel verbindet Feeling, Virtuosität und Melodieführung, wie es in der Rockmusik einzigartig ist“. Uli Jon Roth im April 2019 im Interview bei Blabbermouth.net über Michael Schenker: „Er ist einer der größten Gitarristen, die die Welt je gesehen hat, und vor allem einer der einzigartigsten. Und dafür respektiere ich ihn“.

## Privatleben
Michael Schenker hat noch zwei Geschwister. Er ist sechseinhalb Jahre jünger als sein Bruder Rudolf Schenker. Seine jüngere Schwester Barbara (1966–2023) war auch Musikerin und spielte u. a. bei der hannoverschen Band Viva Keyboard. Michael wohnt in seiner englischen Wahlheimat Brighton. Am 14. Februar 2025 teilte Schenker auf seiner Facebook-Seite mit, dass er am 10. Januar 2025, am Tag seines 70. Geburtstages, seine Lebenspartnerin Ayako Kitazoe heiratete. Aus seinen vorherigen Ehen gingen vier Söhne und eine Tochter hervor.

## Diskografie

### Michael Schenker
- 1987: The Michael Schenker Portfolio (Kompilation)
- 1992: Positive Forward (CD Single)
- 1993: Thank You
- 1993: Anthology 1974-1984 (Kompilation)
- 1994: The Story of Michael Schenker (Kompilation)
- 1998: Thank You With Orchestra
- 2000: The Odd Trio
- 2000: Adventures of the Imagination
- 2000: Into the Arena 1972–1995 (Highlights & Overtures) (Best of aus Australien mit zahlreichen non-album-tracks und Bonustiteln von japanischen CD-Editionen) (Kompilation)
- 2000: MS2000 Dreams and Expressions (CD mit 20 elektrisch instrumentalen Titel)
- 2001: MS2000 Dreams and Expressions (CD enthält, zusätzlich zum 2000er-Album, ein Bonusstück und ist auch mit einem anderen Cover ausgestattet)
- 2002: Doctor Doctor – Best (1976–99) (Zounds; enthält Titel von UFO, MSG und Michael Schenker; alle Titel digital remastert, CD-Text) (Kompilation)
- 2002: Thank You 2
- 2002: Thank You 3
- 2003: Forever and More: The Best of Michael Schenker (Kompilation)
- 2003: Thank You 4
- 2008: Guitar Master – The Kulick Sessions (Neuauflage von „Heavy Hitters“, ergänzt um folgende zwei Lieder: „Save Yourself“ und „Finding my Way“ sowie um die instrumental Bonus-Versionen von „Doctor Doctor“ und „War Pigs“)
- 2009: Greatest Riffs (US Kompilation)
- 2010: Instrumental Intensity (Kompilation)
- 2010: The Legendary Guitar of Michael Schenker (DVD)
- 2011: Temple of Rock
- 2018: A Decade of the Mad Axeman (Doppel-CD, eine davon Live) (Kompilation)
- 2021: Immortal – Michael Schenker 50th Anniversary (CD, LP sowie einem Earbook, bestehend aus der Immortal-CD, einem Blu-ray Disc und zwei Live-CDs des Bang-Your-Head-Headliner-Konzerts der Michael Schenker Fest-Band in Balingen/Deutschland vom 11. Juli 2019)
- 2022: Rock Shock (Kompilation)
- 2022: Ride on my Way (Kompilation). (Ausschließlich als Vinyl-LP erhältlich)
- 2022: Universal (CD, LP und als Earbook erhältlich)

| Jahr | Titel                                                      | Höchstplatzierung, Gesamtwochen, AuszeichnungChartplatzierungen (Jahr, Titel, Platzierungen, Wochen, Auszeichnungen, Anmerkungen) | Höchstplatzierung, Gesamtwochen, AuszeichnungChartplatzierungen (Jahr, Titel, Platzierungen, Wochen, Auszeichnungen, Anmerkungen) | Höchstplatzierung, Gesamtwochen, AuszeichnungChartplatzierungen (Jahr, Titel, Platzierungen, Wochen, Auszeichnungen, Anmerkungen) | Höchstplatzierung, Gesamtwochen, AuszeichnungChartplatzierungen (Jahr, Titel, Platzierungen, Wochen, Auszeichnungen, Anmerkungen) | Anmerkungen                              |
| Jahr | Titel                                                      | DE | AT | CH | UK | Anmerkungen                              |
| ---- | ---------------------------------------------------------- | --- | --- | --- | --- | ---------------------------------------- |
| 2024 | My Years with UFO – 50th Anniversary Celebration 1972–1978 | DE26 (2 Wo.)DE | AT25 (1 Wo.)AT | CH21 (1 Wo.)CH | — | Erstveröffentlichung: 20. September 2024 |

### Mit Scorpions
- 1972: Lonesome Crow
- 1974: Fly to the Rainbow (Songwriter)
- 1979: Lovedrive
- 1996: Positive Forward with the Scorpions (VHS)
- 2007: Live at Wacken Open Air 2006: A Night to Remember – A Journey Through Time (DVD)
- 2015: Forever and a Day (DVD + Blu-ray Disc) (Michael Schenker kommt in dieser Kinodokumentation von Katja von Garnier mehrere Male vor)

### Mit UFO
- 1974: Phenomenon
- 1975: Force It
- 1976: No Heavy Petting
- 1977: Lights Out
- 1978: Obsession
- 1979: Strangers in the Night (Doppel-LP Live in Chicago und Louisville (USA); CD mit zwei Bonus-Liedern, Live in Youngstown und Cleveland (USA))
- 1992: The Best of (Kompilation)
- 1997: Walk on Water (Die „European Edition“ enthält drei Bonus-Lieder)
- 1998: Werewolves of London (Live)
- 2000: Covenant
- 2002: Sharks
- 2002: Legends of Rock – Live at Castle Donington; Uli Jon Roth, Jack Bruce und UFO – (DVD + CD)
- 2003: Live on Earth
- 2011: The Chrysalis Years (1973–1979) - (5-CD-Box)
- 2013: Hot’n'Live (CD 1 enthält Live-Aufnahmen aus den Jahren 1974–78)
- 2019: Phenomenon (3-CD „Deluxe Edition“, Veröffentlichung 10/2019. CD 3 enthält Live-Aufnahmen vom 5. November 1974-Konzert in Atlanta/USA)
- 2020: Strangers in the Night („Deluxe Edition“, 8-CD-Box, Live. Diese Box enthält zum ersten Mal die Aufnahmen aller sechs vollständigen Originalkonzerte der Obsession-Amerikatournee vom Oktober 1978)
- 2023: No Heavy Petting (2-CD-Remaster-Ausgabe. Veröffentlichung 01/2023. CD 1 mit sechs Bonus-Titel, einer zuvor unveröffentlicht. CD 2 mit einem Konzert im The Roundhouse/London, vom 25. April 1976)
- 2024: Lights Out (2-CD-Remaster-„Deluxe Edition“. CD 1 mit drei Bonus-Titel. CD 2 als „2024 Mix“ mit einem Konzert im The Roundhouse/London, vom 2. April 1977)

### Mit The Michael Schenker Group (MSG)
siehe Michael Schenker Group#Diskografie

### Mit McAuley Schenker Group (MSG)
siehe McAuley Schenker Group#Diskografie

### Mit Schenker Pattison Summit
- 2004: The Endless Jam (Ausschließlich Coverversionen)
- 2005: The Endless Jam Continues (Ausschließlich Coverversionen)

### Mit Siggi Schwarz
- 2004: Siggi Schwarz & the Electricguitar Legends – Vol. I
- 2005: Siggi Schwarz & the Rock Legends - Woodstock – Vol. II
- 2006: Siggi Schwarz & Michael Schenker – Live Together 2004 (Neuauflage 2011 als Together Live 2004 - The Bonus Edition mit zwei zusätzlichen Studio-Titeln)

### Sonstige
| Jahr | Titel                  | Höchstplatzierung, Gesamtwochen, AuszeichnungChartplatzierungen (Jahr, Titel, Platzierungen, Wochen, Auszeichnungen, Anmerkungen) | Höchstplatzierung, Gesamtwochen, AuszeichnungChartplatzierungen (Jahr, Titel, Platzierungen, Wochen, Auszeichnungen, Anmerkungen) | Höchstplatzierung, Gesamtwochen, AuszeichnungChartplatzierungen (Jahr, Titel, Platzierungen, Wochen, Auszeichnungen, Anmerkungen) | Höchstplatzierung, Gesamtwochen, AuszeichnungChartplatzierungen (Jahr, Titel, Platzierungen, Wochen, Auszeichnungen, Anmerkungen) | Anmerkungen                                                                                    |
| Jahr | Titel                  | DE | AT | CH | UK | Anmerkungen                                                                                    |
| ---- | ---------------------- | --- | --- | --- | --- | ---------------------------------------------------------------------------------------------- |
| 2008 | In The Midst of Beauty | DE78 (1 Wo.)DE | — | — | — | MSG – Schenker-Barden (Michael Schenker, Gary Barden, Don Airey, Neil Murray, Simon Phillips). |

### Mit Michael Schenker’s Temple of Rock (Michael Schenker, Doogie White, Wayne Findlay, Francis Buchholz, Herman Rarebell)
| Jahr | Titel                        | Höchstplatzierung, Gesamtwochen, AuszeichnungChartplatzierungen (Jahr, Titel, Platzierungen, Wochen, Auszeichnungen, Anmerkungen) | Höchstplatzierung, Gesamtwochen, AuszeichnungChartplatzierungen (Jahr, Titel, Platzierungen, Wochen, Auszeichnungen, Anmerkungen) | Höchstplatzierung, Gesamtwochen, AuszeichnungChartplatzierungen (Jahr, Titel, Platzierungen, Wochen, Auszeichnungen, Anmerkungen) | Höchstplatzierung, Gesamtwochen, AuszeichnungChartplatzierungen (Jahr, Titel, Platzierungen, Wochen, Auszeichnungen, Anmerkungen) | Anmerkungen |
| Jahr | Titel                        | DE | AT | CH | UK | Anmerkungen |
| ---- | ---------------------------- | --- | --- | --- | --- | --- |
| 2015 | Spirit on a Mission          | DE50 (1 Wo.)DE | — | — | — | Erschienen als CD, Doppel-Vinyl sowie einer Deluxe Edition (CD + DVD), mit dem instrumentalen Bonus-Lied „Searching for Freedom“ auf der Deluxe Edition-CD. Es besteht ebenfalls eine CD-Ausgabe ohne „Searching for Freedom“, dafür aber mit folgenden zwei Bonus-Titel „Rollin´“ (Text, Gesang von Michael Voss) und „Ying and Yang“ (Text und Gesang von Michael Schenker). |
| 2016 | On a Mission: Live in Madrid | DE84 (1 Wo.)DE | — | — | — | Erschienen als Doppel-CD, DVD, Blu-ray Disc und Limited Deluxe Collector´s Edition (Doppel-CD + Doppel-Blu-ray Disc). |

Weitere Alben mit Michael Schenker’s Temple of Rock
- 2012: Temple of Rock – Live in Europe (erschienen als CD, Doppel-Vinyl, DVD, Blu-ray Disc und Limited Deluxe Collector’s Edition -Doppel-CD, Blu-ray Disc + Bonus-DVD-)
- 2013: Bridge the Gap (erschienen als CD, Vinyl sowie einer Deluxe Edition mit dem Bonus-Akustik-Lied Faith, von Don Dokken getextet und gesungen. Dieses, von Schenker komponierte Lied heißt im Original Positive Forward, und erschien zum ersten Mal 1993 auf seinem ersten Akustik-Album der Serie Thank You)

### Mit Michael Schenker Fest
| Jahr | Titel        | Höchstplatzierung, Gesamtwochen, AuszeichnungChartplatzierungen (Jahr, Titel, Platzierungen, Wochen, Auszeichnungen, Anmerkungen) | Höchstplatzierung, Gesamtwochen, AuszeichnungChartplatzierungen (Jahr, Titel, Platzierungen, Wochen, Auszeichnungen, Anmerkungen) | Höchstplatzierung, Gesamtwochen, AuszeichnungChartplatzierungen (Jahr, Titel, Platzierungen, Wochen, Auszeichnungen, Anmerkungen) | Höchstplatzierung, Gesamtwochen, AuszeichnungChartplatzierungen (Jahr, Titel, Platzierungen, Wochen, Auszeichnungen, Anmerkungen) | Anmerkungen                |
| Jahr | Titel        | DE | AT | CH | UK | Anmerkungen                |
| ---- | ------------ | --- | --- | --- | --- | -------------------------- |
| 2018 | Resurrection | DE10 (2 Wo.)DE | AT37 (1 Wo.)AT | CH16 (2 Wo.)CH | UK86 (1 Wo.)UK | Gastmusiker: Kirk Hammett  |
| 2019 | Revelation   | DE32 (1 Wo.)DE | — | CH38 (1 Wo.)CH | — | Gastmusiker: Ronnie Romero |

Weiteres Album mit Michael Schenker Fest (Michael Schenker, Gary Barden, Robin McAuley, Graham Bonnet, Chris Glen, Ted McKenna, Steve Mann)
- 2017: Live Tokyo International Forum Hall A (erschienen als 2CD, DVD, Blu-ray Disc und 2CD/DVD-Box)

Weitere Alben mit sonstigen Bands
- 1979: Wild Horses – Mad Axe Attack (Bootleg-Konzertmitschnitt im Electric Ballroom in London vom 1. Dezember 1979. Schenker spielt hier als Ehrengast nur in der Zugabe (Die zwei Lieder „A Wee Jam“ und „Rock me Baby“), ausnahmsweise mit einer Gibson-Les-Paul-Gitarre, mit)
- 1981: Bernie Marsden – Look at Me Now
- 1990: Ratt – Detonator (Auf diesem Album ist Michael Schenker als Gastmusiker im Lied „Shame Shame Shame“ zu hören)
- 1991: Bad Moon Rising – Bad Moon Rising
- 1991: Contraband – Contraband
- 2003: Schenker/Way – The Plot
- 2003: Schugar/Schenker – Under Construction (Demo)
- 2005: Various Artists – Heavy Metal Thunder-The Recordings- (Schenker ist in den beiden Liedern „Heavy Metal Thunder“ (feat. Sex Machineguns) und „Mask of Glory“ (feat. Hiroyuki Namba) zu hören)
- 2005: Various Artists – Numbers from the Beast - An All Star Salute to Iron Maiden („Run to the Hills“ (Iron-Maiden-Tribute von Michael Schenker und Robin McAuley))
- 2006: Jeff Martin – The Fool (Auf diesem Album spielt Michael Schenker als Gastmusiker in drei Lieder die Lead-Gitarre)
- 2006: Gary John Barden – The Agony and Xtasy
- 2007: Ratt – Tell the World: The Very Best of Ratt
- 2008: Various Artists – We Wish You a Metal Xmas and a Headbanging New Year (Michael Schenker spielt die Rhythmus- und Lead-Gitarren im Weihnachtslied „O´ Christmas Tree“; Gesang: Doro Pesch)
- 2009: MSG - Schenker Barden Acoustic Project – Gipsy Lady
- 2010: Various Artists – Metal X-Man
- 2011: William Shatner – Seeking Major Tom (Auf diesem Album spielt Michael Schenker lediglich im Lied Empty Glass als Gastmusiker die Lead-Gitarre)
- 2013: Europe – Live at Sweden Rock – 30th Anniversary Show (Hier wirkte Schenker im UFO-Lied Lights Out als Gastmusiker mit)
- 2013: Paul Raymond Project – Terms & Conditions Apply (Auf diesem Album spielt Michael Schenker nur im Lied Reach out (I´ll be there) als Gastmusiker die Lead-Gitarre)
- 2016: Joe Lynn Turner – The Sessions
- 2022: Derek Sherinian – Vortex (Auf diesem Album spielt Michael Schenker lediglich im Lied Die Kobra als Gastmusiker, zusammen mit Zakk Wylde, die Lead-Gitarre)